# Мершид
Мершид (нім. Mörschied) — громада в Німеччині, розташована в землі Рейнланд-Пфальц. Входить до складу району Біркенфельд. Складова частина об'єднання громад Геррштайн.
Площа — 10,69 км2. Населення становить 769 ос. (станом на 31 грудня 2020).